# ナイト・リビエラ

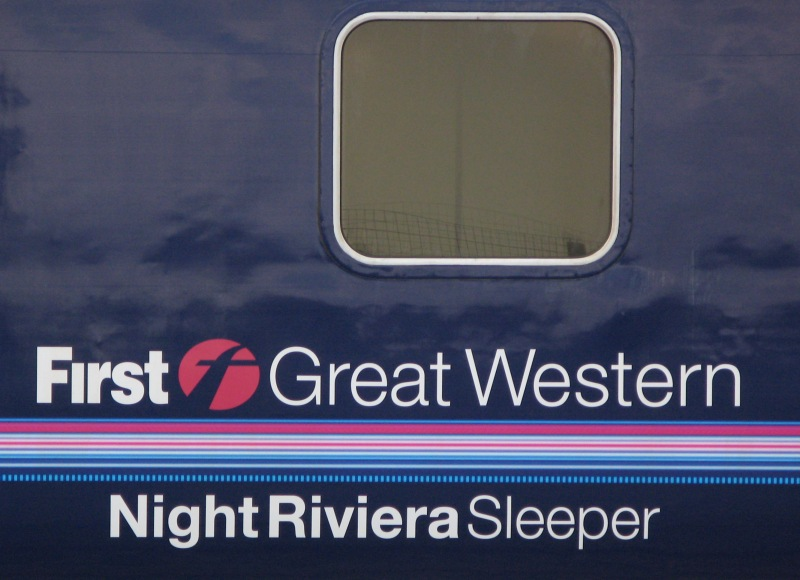
ファースト・グレート・ウェスタン時代のロゴマーク

ナイト・リビエラ（Night Riviera）とは、イギリスの首都ロンドンと、イングランド南西部コーンウォールの最西端の都市ペンザンスの間を運行する寝台列車である。ロンドンとスコットランドを結ぶカレドニアン・スリーパーと並び、イギリス国内で現役で運行されている2つの寝台列車の一つである。

## 沿革
ナイト・リビエラは、ロンドンとペンザンスを結ぶ昼行列車「コーニッシュ・リヴィエラ・エクスプレス」を補完する夜行列車として、イギリス国鉄時代の1983年7月11日に運行を開始した。「リビエラ」はイタリア語で海岸などを意味し、コーンウォールの風光明媚な海岸線を「コーニッシュ・リビエラ」と呼ぶ。
2017年現在の運行会社はグレート・ウェスタン・レールウェイである。

## 運行形態

ナイト・リビエラ　運行路線図

ロンドン・パディントン駅とペンザンス駅の間を、土曜日発を除いた週6日（発車時間は日曜日～金曜日）、1日1往復運行している。
同じイギリスの寝台列車であるカレドニアン・スリーパーが途中駅で編成を分解・結合するのに対し、ナイト・リビエラは一切の分解・結合を行うことなくロンドン - ペンザンス間を運行される。
1999年よりカートレインの併結を行っていたが、2005年夏の運行を最後に終了した。
時間
- ロンドン発ペンザンス行

月曜～金曜：23時45分発～翌日07時53分着
日曜：23時50分発～翌日08時59分着
- ペンザンス発ロンドン行（ロンドン到着後も、7時までは車内にいられる）

月曜～金曜：21時45分発～翌日05時23分着
日曜：21時15分発～翌日05時06分着
料金
- シングル個室：片道110ポンド、往復205ポンド
- ダブル個室：片道95ポンド50ペンス、往復175ポンド（2人共用時の1人当たり料金）

## 編成
動力車は専用に用意された4両の57形ディーゼル機関車（47形の更新改造機）が用いられ、1編成につき1両が牽引する。また、かつてのグレート・ウェスタン鉄道で用いられていた蒸気機関車の伝統に倣って、これらのナイト・リビエラ専用機関車には城の名前が愛称としてつけられている。
客車は寝台車と座席車の他にも食堂車が連結されており、全てマーク3客車で構成されている。寝台車は全て個室寝台車であり、シングル個室と二段式ベッドを有するダブル個室の2種類の個室が用意されている。座席車の座席は昼間列車の一等車と同等の2列×1列の配置である。